# 38e armée (Japon)
La 38e armée (第38軍, Dai-san-jū-hachi gun) est une unité de l'armée impériale japonaise basée en Indochine française durant la Seconde Guerre mondiale.

## Histoire
L'« armée de garnison d'Indochine » est créée le 9 novembre 1942 et placée sous le contrôle du groupe d'armées expéditionnaire japonais du Sud après l'invasion japonaise de l'Indochine et l'occupation du territoire.
Le 12 novembre 1944, en raison d'éventuels prochains débarquements des Alliés pour reprendre l'Indochine française, la structure organisationnelle du groupe d'armées expéditionnaire du Sud est changée et l'« armée de garnison d'Indochine » est renommée « 38e armée ». Elle reste stationnée en Indochine en tant que force de garnison comme avant.
La 38e armée participe au coup de force japonais de 1945 en Indochine qui résulte en la proclamation d'un éphémère « Empire du Viêt Nam » indépendant de la France.
La 38e armée est dissoute à Hanoï au moment de la reddition du Japon le 15 août 1945.

## Commandement

### Commandants
|   | Nom                                   | De               | À                |
| - | ------------------------------------- | ---------------- | ---------------- |
| 1 | Lieutenant-général Kazumoto Machijiri | 10 novembre 1942 | 22 novembre 1944 |
| 2 | Lieutenant-général Yuitsu Tsuchihashi | 22 novembre 1944 | Septembre 1945   |

### Chef d'État-major
|   | Nom                                | De              | À              |
| - | ---------------------------------- | --------------- | -------------- |
| 1 | Lieutenant-général Saburo Kawamura | 5 décembre 1942 | 2 juin 1945    |
| 2 | Major-général Teiji Koudo          | 2 juin 1945     | Septembre 1945 |